# Richard Zdráhala
Richard Zdráhala (23. září 1912 Lipník nad Bečvou – 19. července 1977 Praha) byl československý voják, major dělostřelectva. Roku 1930 vstoupil dobrovolně do armády a v letech 1931–1933 vystudoval Vojenskou akademii v Hranicích. Po okupaci českých zemí uprchl přes Slovensko a Maďarsko do Jugoslávie, odtud se dostal přes Sýrii do Francie, kde vstoupil do řad československých jednotek. Byl přidělen k dělostřeleckému pluku v Port-la-Nouvelle, který však již do bojů zasáhnout nestačil. Zdráhala pak byl spolu s dalšími čs. vojáky evakuován do Anglie. Kvůli rozčarování z poměrů ve zdejších československých jednotkách a perspektivě lepšího uplatnění vstoupil v roce 1941 do de Gaullova vojska Svobodné Francie. V jeho řadách se v hodnosti kapitána účastnil bitvy o Bir Hakeim, jako velitel baterie protitankových děl. Během evakuace pevnosti byl zraněn a upadl do zajetí. Následně prošel několika zajateckými tábory v Itálii a Německu, během této doby se několikrát pokusil o útěk. Nakonec skončil ve zvláštním zajateckém táboře na zámku Colditz, kde se dočkal osvobození americkou armádou. Po skončení války vystřídal několik velitelských postů a poté vyučoval na Vojenské akademii v Praze. Roku 1958 byl propuštěn z armády. Následně pracoval jako vedoucí studijního oddělení VŠE, až do odchodu do penze v roce 1967. Podle jeho vzpomínek sepsal František Fajtl knihu Válčil jsem v poušti.